# Claudia Schick

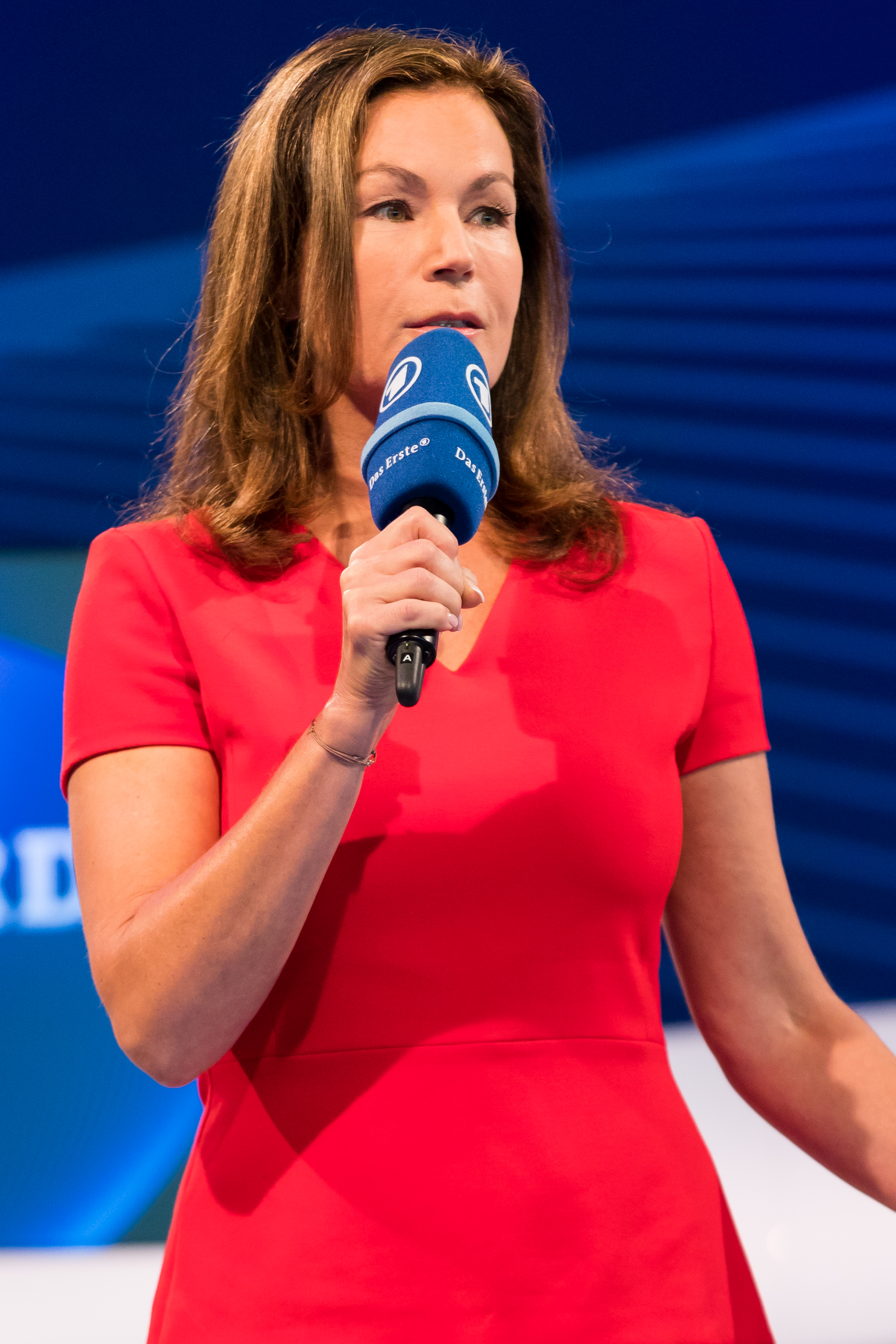
Claudia Schick auf der Frankfurter Buchmesse 2017

Claudia Schick (* 6. Februar 1965 in Kassel) ist eine deutsche Fernsehmoderatorin.

## Leben und Werk
Claudia Schick absolvierte ein Magisterstudium der Romanistik, Politik und Psychologie. Nach dem Studium absolvierte sie ein Volontariat beim Norddeutschen Rundfunk. Sie arbeitete danach für fünf Jahre für das RTL Nachtjournal und anschließend für die ARD als Auslandskorrespondentin in Spanien. Als Reporterin war sie für die Tagesschau und die Tagesthemen tätig. Von Januar 2006 bis März 2016 moderierte sie im Ersten das Politmagazin report München vom Bayerischen Rundfunk. Aktuell (Stand: 2018) moderiert sie im hr-fernsehen die Sendungen hessenschau und MEX. das marktmagazin.